# Gunga Din – lansiärernas hjälte
Gunga Din – lansiärernas hjälte (engelska: Gunga Din) är en amerikansk äventyrsfilm från 1939 i regi av George Stevens. Den är löst baserad på en dikt av Rudyard Kipling. I huvudrollerna ses Cary Grant, Victor McLaglen och Douglas Fairbanks Jr.. Filmen nominerades till en Oscar för bästa foto.

## Handling
Filmen utspelar sig under thugee-kultens uppror i Indien, under 1800-talet. Tre sergeanter är alla goda vänner, men så en dag ska en av dem gifta sig. De andra två lockar ut honom på ett sista uppdrag, men saker och ting går snabbt överstyr.

## Rollista i urval
- Cary Grant - Sgt. Archibald Cutter
- Victor McLaglen - Sgt. 'Mac' MacChesney
- Douglas Fairbanks, Jr. - Sgt. Thomas 'Tommy' Ballantine
- Sam Jaffe - Gunga Din
- Eduardo Ciannelli - Guru
- Joan Fontaine - Emaline 'Emmy' Stebbins
- Montagu Love - Col. Weed
- Robert Coote - Sgt. Bertie Higginbotham
- Abner Biberman - Chota
- Lumsden Hare - Maj. Mitchell
- Cecil Kellaway - Mr. Stebbins
- Reginald Sheffield - Rudyard Kipling